# Liste der von Andy Warhol gestalteten Schallplattencover

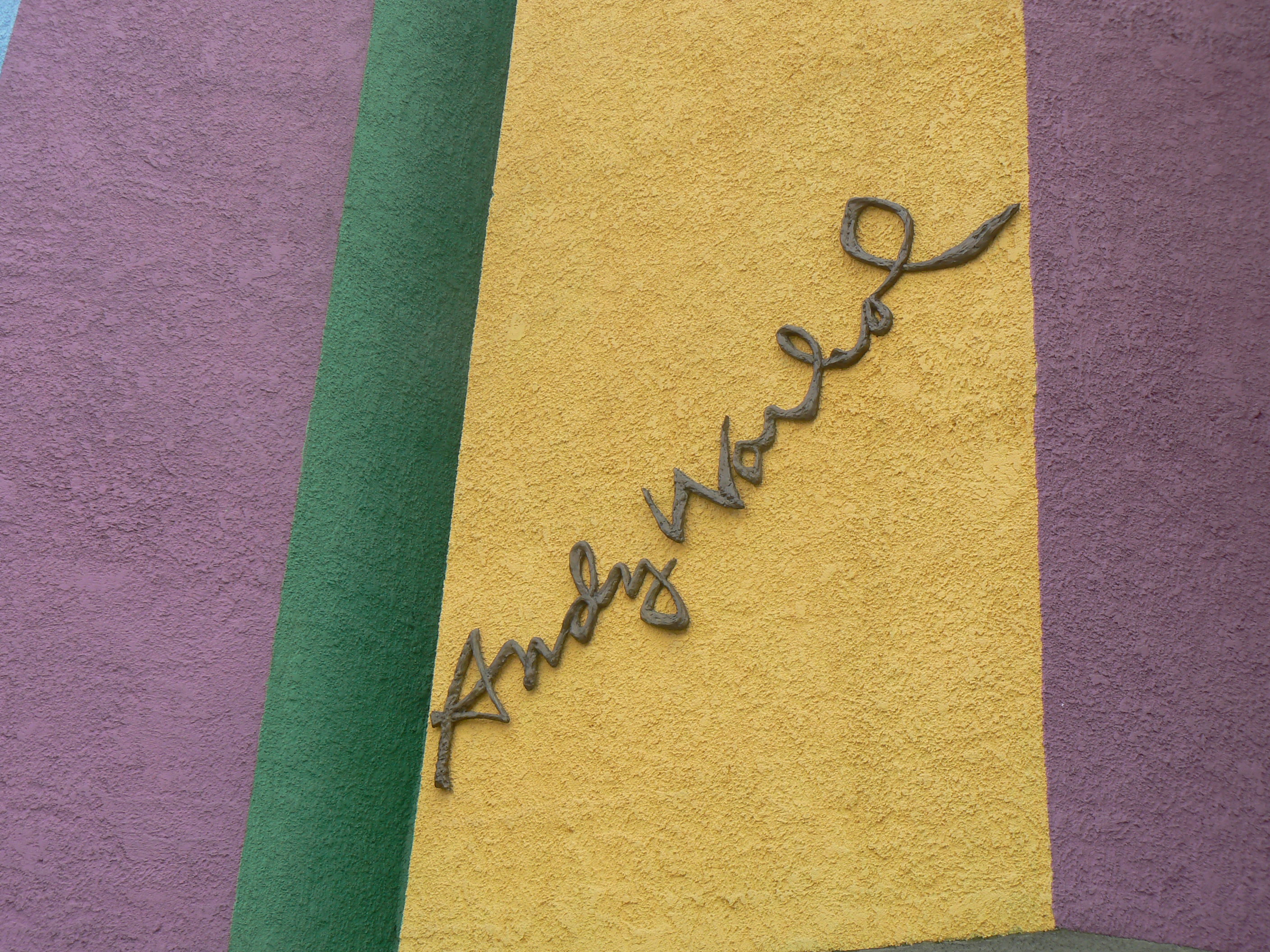
Der Schriftzug von Andy Warhol, zu finden auch auf mehreren von ihm gestalteten Plattencovern

Die Liste der von Andy Warhol gestalteten Schallplattencover listet alle Langspielplatten, EPs und Singles, deren Cover der Künstler Andy Warhol von 1949 bis 1987 gestaltete. Dies umfasst Illustrationen für Schallplatten unterschiedlicher Genres, darunter Musiker wie Sergei Prokofjew, Arthur Fiedler, Arturo Toscanini, Thelonious Monk, Count Basie, George Gershwin und Artie Shaw, später Pop- und Rockmusiker wie The Rolling Stones, John Cale, Paul Anka, Liza Minnelli, Diana Ross, The Smiths, Aretha Franklin, John Lennon und Debbie Harry.

## Einführung
Bereits kurz nach seiner Ankunft in New York City 1949 designte Andy Warhol sein erstes Plattencover. Während seiner verschiedenen Schaffensperioden wandte sich Warhol immer wieder dem Medium Schallplatte und insbesondere der Schallplattenhülle zu, ihrem Grafik- und Produkt-Design. Neben seinen bekanntesten Werken in diesem Genre, dem „Bananencover“ von The Velvet Underground & Nico (1967) und dem Reißverschluss-Cover des Rolling-Stones-Albums Sticky Fingers (1971) schuf Warhol im Laufe seiner Karriere über fünfzig Albumcover. Diese Arbeiten wurden großteils 2008 in Paul Marechals Buch Andy Warhol: The Record Covers (1949–1987) sowie 2009 in der Ausstellung von Andy Warhols Album-Cover-Artwork im Montreal Museum of Fine Arts dargestellt.
Grundlage vieler Cover-Illustrationen Warhols waren Fotografien, wie bei Kenny Burrells selbstbetitelten Debütalbum für Blue Note von 1956, was seine späteren großformatigen Porträts von Popstars und Schauspielern vorwegnahm. Ein weiteres Blue-Note-Albumcover, Johnny Griffins LP Congregation (1957), das ebenfalls auf einer Fotografie basierte, und bunte Blumen auf Griffins Hemd zeigte, war ein Vorläufer der großen Flowers-Serie der folgenden Dekade. Nach Ansicht von Fred Kaplan in der New York Times „spiegelten all seine Albumcover seine anderen Kunstformen, was die breite Popkultur seiner Zeit reflektierte und visualisierte.“

## Original-Plattencover Andy Warhols 1949–1987
| Jahr  | Musiker/Band                                                                                                 | Titel                                                                   | Label                     | Bemerkungen |
| ----- | --- | ----------------------------------------------------------------------- | ------------------------- | --- |
| 1949  | Carlos Chávez                                                                                                | A Program of Mexican Music                                              | Columbia Records          | Das Cover der Columbia-LP gilt als Warhols erstes Plattencover; es entstand, als der Künstler 21 Jahre alt war. Die zurückhaltende Illustration ist noch weit entfernt vom schrillen Stil, der seine Generation prägte. |
| 1949  | The Philadelphia Orchestra, Eugene Ormandy, The Westminster Choir, Dr. John Finley Williamson, Jennie Tourel | Prokofiev: Alexander Nevsky / Cantata, Op. 78                           | Columbia                  | Es existiert sowohl eine grüne Version als auch eine pink-orange Version des Covers, letztere ist eine Wiederveröffentlichung des Albums um 1960; das Originalcover von 1949 hingegen war blau. Verantwortlicher Art director war Alex Steinweiss, der das Basisformat für diese frühen LP-Cover schuf. |
| 1949  | Bruno Walter, Philharmonic Symphony Orchestra New York                                                       | Beethoven, Symphony No. 1                                               | Columbia                  | |
| 1950? | Margarita Madrigal, H. Andrés Morales                                                                        | Madrigal’s Magic Key to Spanish                                         | Doubleday                 | [ 8 ] [ 6 ] |
| 1951  | Vladimir Horowitz                                                                                            | Piano Music of Mendelssohn and Liszt                                    | RCA Victor                | Der skizzenhafte Stil nimmt die Arbeiten Warhols für die zahlreichen Jazz-LP-Cover von Prestige der folgenden Jahre vorweg. |
| 1951? | Hugo Winterhalter Orchestra                                                                                  | George Gershwin / Ferde Grofé: Rhapsody in Blue / Grand Canyon Suite    | RCA Victor                | [ 9 ] |
| 1951  | Bill Downs                                                                                                   | The Nation’s Nightmare - Traffic in Narcotics / Crime On the Waterfront | Columbia Special Products | Mitschnitt einer CBS-Rundfunk-Reihe mit Bill Downs vom 19. Juli und 16. August 1951. |
| 1952  | Arthur Fiedler                                                                                               | Latin Rhythms by The Boston Pops                                        | RCA Victor                | [ 9 ] |
| 1952  | V.A. | Progressive Piano                                                       | RCA Victor                | Die Kompilation enthielt Aufnahmen der Jazzpianisten Art Tatum, Lennie Tristano, Mary Lou Williams und André Previn. |
| 1952  | ? | Night Beat                                                              | RCA Victor                | Das seltene Cover dieser EP wurde erst kurz vor der Ausstellung der Warhol-Cover im Cranbrook Art Museum in Bloomfield Hills, Michigan (2014/15) entdeckt. |
| 1953  | Lew White | Melodic Magic Vol. 2                                                    | Camden                    | [ 13 ] |
| 1953  | Erica Morini                                                                                                 | Tchaikovsky: Violin Concerto                                            | RCA Victor                | [ 13 ] |
| 1954  | Arturo Toscanini                                                                                             | Gioachino Rossini: William Tell / Semiramide Overtures                  | RCA Victor                | [ 14 ] [ 6 ] |
| 1955  | Count Basie Orchestra                                                                                        | Count Basie                                                             | RCA Victor                | Das in Tinte skizzierte Bild des Swing-Bandleaders Count Basie gilt als eines der ersten von Warhols berühmten Porträts. Es wurde auf der Rückseite des Plattencovers veröffentlicht. |
| 1956  | Artie Shaw                                                                                                   | Both Feet in the Groove                                                 | RCA Victor                | [ 9 ] [ 15 ] |
| 1956  | Conte Candoli, Nick Travis, Dick Sherman, Bernie Glow, Phil Sunkel u. a.                                     | Cool Gabriels                                                           | Groove LG 1003            | [ 9 ] |
| 1956  | Jan Smeterlin                                                                                                | Chopin Nocturnes, Vol. 2                                                | Epic                      | [ 9 ] |
| 1956  | Joe Newman Octet                                                                                             | I'm Still Swinging                                                      | RCA Victor                | Das Album des Joe Newman Octet existierte in Form von zwei EPs und einer späteren LP; sie unterscheiden sich in der Farbgebung des Warhol-Covers. Um diese Zeit begann Andy Warhol Jazz-LP-Cover für RCA Victor zu gestalten. Diese Arbeit war eine frühe Anwendung der Collage-Technik. |
| 1956  | Thelonious Monk                                                                                              | MONK                                                                    | Prestige Records          | Warhol schuf dieses Cover für ein Monk-Album als freischaffender Designer für Prestige, bevor er vom Konkurrenzlabel Blue Note engagiert wurde. Dort schuf er mit Reid Miles eine Reihe von Plattencover. bei dem Prestige-Auftrag war Warhols Mutter Julia Warhola beteiligt. |
| 1956  | J. J. Johnson, Kai Winding, Benny Green                                                                      | Trombone by Three                                                       | Blue Note                 | Die erste Arbeit Warhols für Blue Note 1956 entstand mit Reid Miles, fand aber keine Verwendung auf dem Originalcover. |
| 1957  | Joe Newman/Zoot Sims                                                                                         | Locking Horns                                                           | RAMA                      | [ 16 ] |
| 1957? | Byron Janis and Erica Morini                                                                                 | George Gershwin: Porgy and Bess/ Edvard Grieg: Symphonic Dances         | RCA Victor Bluebird       | [ 6 ] |
| 1957  | Kenny Burrell                                                                                                | Kenny Burrell, Vol. 1                                                   | Blue Note                 | Die erste der drei Arbeiten Warhols für LPs des Gitarristen Kenny Burrell. |
| 1957  | Moondog | The Story of Moondog                                                    | Prestige                  | Warhol verwendete hier eine Kalligrafie seiner Mutter Julia. |
| 1958  | Kenny Burrell                                                                                                | Blue Lights, Volume 1                                                   | Blue Note                 | [ 19 ] |
| 1958  | Kenny Burrell                                                                                                | Blue Lights, Volume 2                                                   | Blue Note                 | [ 20 ] |
| 1958  | Johnny Griffin                                                                                               | The Congregation                                                        | Blue Note                 | Das Johnny-Griffin-Cover gilt als frühes Beispiel für Warhols flamboyantes Druckverfahren; auch das Blumenhemd verweist auf spätere Werke. |
| 1958  | Maurice Ravel/Boston Symphony Orchestra                                                                      | Daphnis und Chloe                                                       | RCA                       | |
| 1960  | Tennessee Williams                                                                                           | Reading from the Glass Menagerie, The Yellow Book and Five Poems        |                           | Eine weitere Illustration, bei der Warhol eine kalligraphische Arbeit seiner Mutter verwendete; sie erschien in mehreren Farbvarianten. |
| 1963  | Andy Warhol                                                                                                  | Giant Size $1.57 Each                                                   | -                         | Dieses Albumcover schuf Andy Warhol speziell für Die Ausstellung The Popular Image, die von April bis Juni 1963 in der Washington Gallery of Modern Art stattfand. Die Arbeit gilt heute als eine der seltensten Warhol-Plattencover; sie entstand in einer Auflage von 75 signierten und nummerierten Exemplaren und enthielt Interviews mit den Künstlern wie Roy Lichtenstein, Jim Dine, George Brecht, Jasper Johns, John Wesley und Robert Watts, die während der Ausstellung entstanden. |
| 1964  | John Wallowitch                                                                                              | This Is John Wallowitch                                                 | Serenus                   | John Wallowitch war Pianist und der Bruder des mit Warhol befreundeten Fotografen Ed Wallowitch. Das Cover zeigt Warhols Interesse für experimentelle Fotografie. |
| 1966  | V.A. | The East Village Other                                                  | ESP-Disk                  | Kompilationsalbum u. a. mit Lyrikern wie Allen Ginsberg und Ismail Reed, der Rockband The Velvet Underground, Underground-, Folk- und Jazzmusikern wie Tuli Kupferberg und Marion Brown. Andy Warhol selbst wirkte mit dem Titel Silence mit. |
| 1967  | The Velvet Underground & Nico                                                                                | The Velvet Underground & Nico                                           | Verve                     | Die ersten Editionen enthielten noch den Aufdruck peel slowly and see, wo nach dem Entfernen des Bananen-Aufklebers das Bild einer Bananenfrucht erschien. Hier zeigte man erstmals hervorgehoben Andy Warhols Namenszug auf dem Cover, hingegen fand sich kein Hinweis auf die Band. |
| 1971  | The Rolling Stones                                                                                           | Sticky Fingers                                                          | Rolling Stones Records    | Das Sticky-Fingers-Cover gilt wohl als Warhols bekanntestes Cover, das mit dem Reißverschluss auf der Original-LP für Aufsehen sorgte. |
| 1971  | The Rolling Stones                                                                                           | Brown Sugar / Bitch / Let It Rock (Live)                                | Rolling Stones Records    | Das Cover der EP variierte das Konzept der LP Sticky Fingers, aus der die drei Titel stammten. |
| 1971  | Ultra Violet                                                                                                 | Ultra Violet                                                            | Capitol Records           | Dieses Album der Formation Ultra Violet gelangte nie in den Handel, auch wenn mehrere Exemplare der LP existieren. |
| 1972  | John Cale | The Academy in Peril                                                    | Reprise Records           | Mit dieser Arbeit bezahlte Warhol John Cale für die Verwendung des Songs Days of Steam in Warhols Film Heat. |
| 1976  | Paul Anka | The Painter                                                             | United Artists Records    | Mit Warhols Gemälde des Sängers und Schauspielers Paul Anka beginnt die Reihe von breit-farbigen Drucken, die seinen berühmten Porträtstil prägten. |
| 1977  | The Rolling Stones                                                                                           | Love You Live                                                           | Rolling Stones Records    | Warhol soll nicht davon begeistert gewesen sein, dass Mick Jagger seinen Entwurf mit seinem Stift verunstaltete. |
| 1980  | Walter Steding and The Dragon People                                                                         | The Joke                                                                | Earhole                   | 12-Inch-Single |
| 1981  | John Cale | Honi Soit                                                               | A&M Records               | [ 28 ] |
| 1981  | Liza Minnelli                                                                                                | At Carnegie Hall                                                        | Altel Sound Systems       | Warhols Coverdesign für Liza Minnellis viertes Livealbum gilt als eines der weniger ambitionierten Arbeiten des Künstlers. |
| 1982  | Billy Squier                                                                                                 | Emotions in Motion                                                      | Capitol                   | [ 29 ] |
| 1982  | Diana Ross                                                                                                   | Silk Electric                                                           | RCA                       | Ein klassisches Warhol-Porträt. |
| 1982? | Loredana Berté                                                                                               | Made in Italy                                                           | CGD                       | Die Cover Art dieses Albums gilt mehr als ein Produkt seiner Factory als von Warhol selbst. |
| 1982  | Peer Raben                                                                                                   | Querelle – Ein Pakt mit dem Teufel                                      | Jupiter                   | Warhol gestaltete das Cover des Soundtracks von Rainer Werner Fassbinders Film Querelle. Auch die ausgekoppelte Single Each Man Kills the Things He Loves verwendete einen Warhol-Druck. |
| 1983  | Miguel Bosé                                                                                                  | Made in Spain                                                           | CBS                       | [ 33 ] [ 9 ] |
| 1983  | Soul Vacation                                                                                                | Rats and Star                                                           |                           | [ 9 ] |
| 1983  | The Rolling Stones                                                                                           | Emotional Tattoo                                                        | -                         | Ein Bootleg-Album der Rolling Stones |
| 1984  | Ratfab | Ratfab (EP)                                                             |                           | [ 9 ] |
| 1984  | Roland & The Flying Albatross Band                                                                           | Det brinner en eld                                                      | Red House                 | Die Arbeit gilt als eines der seltensten Warhol-Plattencover; die Single erschien in einer Auflage von 300 Exemplaren in Schweden. |
| 1984  | The Smiths                                                                                                   | The Smiths                                                              | Rough Trade               | [ 34 ] |
| 1985  | Velvet Underground                                                                                           | Screentest, Falling in Love with the Falling Spikes                     |                           | [ 35 ] [ 9 ] |
| 1986  | John Lennon                                                                                                  | Menlove Ave.                                                            | EMI                       | Die LP erschien posthum nach John Lennons Tod und wurde von Yoko Ono veröffentlicht. |
| 1986  | Debbie Harry                                                                                                 | Rockbird                                                                | Geffen                    | [ 9 ] |
| 1986  | Aretha Franklin                                                                                              | Aretha                                                                  | Arista                    | Das Album, das auch Franklins Titel R.E.S.P.E.C.T enthielt, war Warhols letzte Cover-Arbeit, die er vor seinem Tod 1987 veröffentlichte. |
| 1987  | MTV | High Priority                                                           | RCA Victor                | Andy Warhols letzter Entwurf für ein Albumcover wurde erst nach seinem Tod im Februar 1987 fertiggestellt. Die MTV-Kompilation enthielt Aufnahmen von Aretha Franklin, den Eurythmics, Whitney Houston, Grace Jones, Cyndi Lauper und Patti LaBelle; die Einnahmen aus dem LP-Verkauf dienten der Unterstützung der Brustkrebsforschung. |

## Posthum veröffentlichte Plattencover (Auswahl)
| Jahr | Musiker/Band/Kommponisr                                        | Titel                                                      | Label                           | Bemerkungen                                                                        |
| ---- | -------------------------------------------------------------- | ---------------------------------------------------------- | ------------------------------- | ---------------------------------------------------------------------------------- |
| 1988 | The Brooklyn Philharmonic Orchestra/Marc Blitzstein/Lukas Foss | Tobias Picker: Keys to the City/Piano Concerto             | Composers Recordings Inc. (CRI) | [ 38 ] [ 6 ]                                                                       |
| 1993 | Russell Means                                                  | Electric Warrior                                           | Soar Corporation                | [ 39 ] [ 6 ]                                                                       |
| 1994 | Andy Warhol                                                    | Andy Warhol from Tapes                                     |                                 | Buch mit CD mit Aufnahmen einer Eröffnungsveranstaltung im Warhol Museum           |
| 1996 | Paul Anka                                                      | Amigos                                                     | Sony Discos                     | [ 40 ]                                                                             |
| 1996 | The Silver Apples                                              | Fractal Flow / Lovefingers                                 | Enraptured                      | [ 41 ]                                                                             |
| 1996 | Paul Anka & Ricky Martin                                       | Diana                                                      | CBS/Sony                        | [ 42 ] [ 6 ]                                                                       |
| 1996 | Paul Anka & Anthea Anka u. a.                                  | Yo Te Amo                                                  | CBS                             | Dabei wurde die gleiche Cover-Artwork wie bei Diana verwendet.                     |
| 1998 | Esbjerg Ensemble                                               | Karl-Aage Rasmussen: Three Friends – Works for Sinfonietta | Dacapo                          | [ 6 ]                                                                              |
| 2005 | V.A.                                                           | Andy Warhol by Cultura                                     | EMI                             | Kompilation mit Musik u. a. von Radiohead, Portishead, Massive Attack, Patti Smith |
| 2008 | Christopher Galitas                                            | The Mystery of Do-Re-Mi                                    |                                 | [ 6 ]                                                                              |